# Nu metal
Nu metal (nu-metal, còn gọi là aggro metal, hay nü metal theo truyền thống dùng dấu umlaut cho các tên heavy metal) là một thể loại âm nhạc khởi nguyên từ giữa thập niên 1990. Nó chịu ảnh hưởng chung từ grunge và alternative metal của đầu thập niên 1990 với hip hop, nhạc điện tử và một vài thể loại nhạc metal khác, nhiều nhất là thrash metal và groove metal. Dòng nhạc này phổ biến nhất vào cuối thập niên 1990, đầu những năm 2000.
"Nu" là một từ lóng của từ "new" (tiếng Anh có nghĩa là "mới"). "Nu metal" có nghĩa là dòng nhạc metal mới. Metal là một phân nhánh của nhạc rock với sự hòa trộn của Rap. "Nu metal" là sự kết hợp của 2 dòng nhạc trên, cho nên nó có những giọng đọc Rap và những đoạn ghi ta dồn dập và mạnh mẽ. Nu metal ra đời từ Mỹ và người tạo ra loại nhạc này chính là Run-DMC và Aerosmith. Trong các nhóm Nu metal luôn có một thành viên là DJ, người tạo những hiệu quả âm thanh cần thiết cho buổi diễn của ban nhạc.
Một số ban nhạc, nghệ sĩ nổi danh với dòng nhạc này là Korn, Limp Bizkit, Linkin Park...

## Đặc điểm âm nhạc
Hát chính
Các ban nhạc Nu metal thường có giọng hát chính có quãng giọng giống nhau từ pop đến rock, giọng gào từ rất nhiều dạng của metal, hardcore punk và, như funk metal, đôi khi sử dụng rap.
Một vài sự khác biệt được duy trì giữa những ban nhạc chủ yếu hát rap và những band còn lại. Những ban nhạc chủ yếu hát rap đôi khi được gọi là "rap metal", trong khi cụm từ ít phổ biến hơn, rapcore, được sử dụng để mô tả những ban nhạc phối hợp giữa hát, gào thét và/hoặc rapping. (ví dụ, Limp Bizkit, Linkin Park, Papa Roach, Slipknot và P.O.D có các bài hát có phong cách kết hợp).
Làm méo giọng và một vài hiệu ứng thường được thêm vào giọng hát trong nu metal.
Los Angeles-based quartet Tool được xem như nguồn gốc của một vài giọng ca Nu metal; Jonathan Davis của Korn, Chino Moreno của Deftones, Pete Loeffler của Chevelle, Corey Taylor của Slipknot, Stephen Richards của Taproot, David Draiman của Disturbed, Chester Bennington của Linkin Park, Fred Durst của Limp Bizkit, và đặc biệt là Amy Lee của Evanescence và Carly Smithson của We Are the Fallen, hay gọi tắt là The Fallen, đều chịu ảnh hưởng chính từ phong cách nhạc của Maynard James Keenan, và Durst gọi cả hai ban nhạc là ban nhạc yêu thích nhất và có ảnh hưởng lớn nhất.[5] Giọng ca của Mike Patton của Faith No More cũng chịu ảnh hưởng của Nu metal, đặc biệt là Jonathan Davis của Korn.
Một vài ban nhạc có phong cách hát rất khác nhau, như ảnh hưởng nhạc nhịp mạnh của Tây Ấn trong album Testify của P.O.D, đặc biệt nhất là những bài hát chung với Matisyahu, và đôi khi Serj Tankian của System of a Down, chịu ảnh hưởng Trung Đông.
Guitar
Không giống như Metal truyền thống, nét xác định tổng quan của phong cách guitar trong nhạc Nu metal nhấn mạnh vào tâm trạng, nhịp điệu và sự sắp xếp các giai điệu và sự phối hợp các nhạc cụ, đạt được phần lớn thông qua hiệu suất hoặc hiệu ứng.
Guitar đệm
Tốc độ và kĩ năng của 1 người chơi guitar bass (bassist) trong heavy metal truyền thống chiếm 1 vai trò lớn trong âm nhạc của ban nhạc, bổ sung những nhịp gõ (và đôi khi những đoạn guitar ngắn được lặp lại (guitar riff)) và bổ sung những nhịp điệu mạnh cho ban nhạc. Phần bass của nu metal thường gợi nhớ đến hip hop hoặc funk, và trong một số bài hát, kĩ thuật vỗ bass được sử dụng để tạo những nét funk. Bass trong Nu metal đôi khi tạo động lực cho nềnn nhạc, chẳng hạn trong một số bài hát của Korn.
Máy quay đĩa
Nhiều ban nhạc nu metal danh tiếng có một DJ cho những nhịp điệu phối bổ sung (đặc biệt cho những đoạn nhạc mẫu (sample), những tiếng sột soạt và những âm thanh điện tử). Ví dụ cho những DJ bao gồm DL Lethal của Limp Bizkit, Sid Wilson của Slipknot và Mr. Hahn của Linkin Park.